# Wasserschloss Menningen

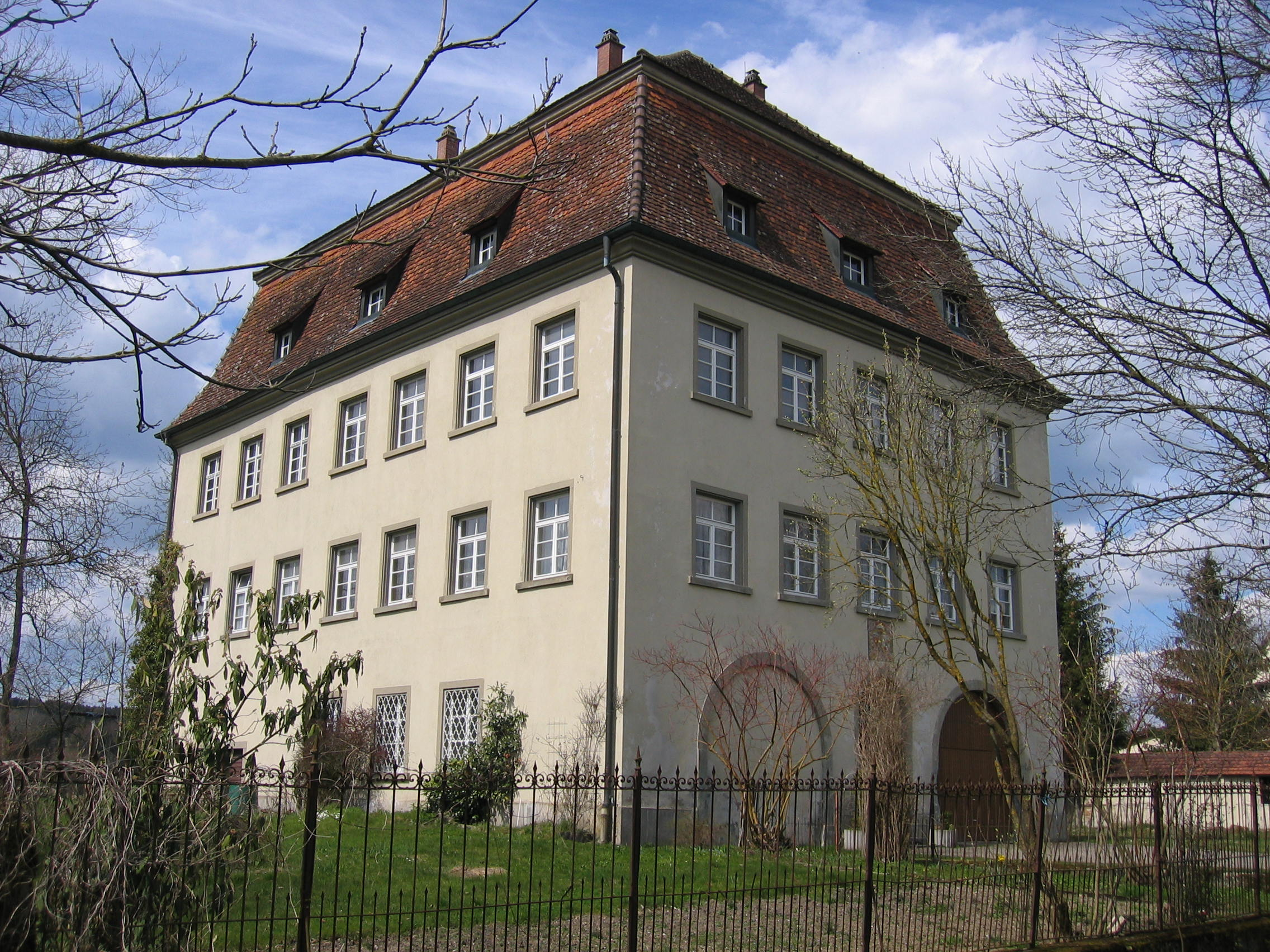
Das Wasserschloss Menningen (Südostansicht)

Das Wasserschloss Menningen befindet sich bei Menningen, einem Stadtteil von Meßkirch im Landkreis Sigmaringen, Baden-Württemberg.

## Lage
Das ehemalige Wasserschloss befindet sich zwischen den beiden ehemals selbständigen, unmittelbar benachbarten Dörfern Menningen im Norden und Leitishofen im Süden unweit der Ablach.

## Geschichte
Im 12. Jahrhundert im Hochmittelalter entstand die erste Burganlage durch die Herren von Menningen. Die Quellen geben keine Auskunft, ob es sich damals um eine Wasserburg gehandelt hat, jedoch ist von dieser Tatsache auszugehen, da sich das Schloss inmitten des flachen Ablachtals befindet und es ansonsten keinen nennenswerten Schutz geboten hätte. Im Jahr 1175 wurde die heutige Ortschaft Menningen erstmals als Manningen erwähnt.
Nach den Herren von Menningen kam die Burg in den Besitz der Truchsessen von Rohrdorf, von denen 1348 Berthold von Rohrdorf als Inhaber genannt wird. 1359 wurde Menningen von Walter Truchseß von Rohrdorf und seinen Söhnen an Werner von Zimmern verkauft. Dieser gab Burg und Dorf 1375 als Lehen an Ott den Schuler.
Von diesem kauften die Gremlich von Jungingen 1391 das Lehen. Ulrich Gremlich wird 1437 als Besitzer erwähnt. Die Landesherrschaft wechselte unterdessen: 1594 erloschen die Grafen von Zimmern im Mannesstamm, die Herrschaft Meßkirch wurde an die Grafen von Helfenstein-Gundelfingen verkauft. 1627 kam die Herrschaft Meßkirch nach deren Erlöschen an die von Fürstenberg, die in Schloss Meßkirch Residenz nahmen. Die Gremlich blieben die ganze Zeit im Besitz des Lehens Menningen, auch wenn der Lehensherr wechselte. Als die Gremlich mit Johann Gremlich im Jahre 1664 ausstarben, fiel das Lehen heim an die von Fürstenberg und wurde in die Herrschaft Meßkirch integriert.
Im Jahr 1732 kam es zu einem Neubau in der Form eines kleinen Barockschlösschens, das als Lust- und Jagdschloss genutzt wurde. Daran erinnert das Relief mit dem Allianzwappen des Froben Ferdinand von Fürstenberg und seiner Ehefrau Maria Theresia Felicitas von Sulz über dem Portal. Nachdem Meßkirch als Residenz aufgegeben worden war, diente das Schloss Menningen der fürstlichen Familie als Forsthaus. 1806 kam die Landesherrschaft mit der Mediatisierung an Baden.
Im Jahr 1852 erfolgte der Verkauf des Schlosses vom Fürstenhaus Fürstenberg in Donaueschingen an die örtliche Pfarrgemeinde, als Teil der so genannten Pfarrpfründe. Seit dieser Zeit gab es keine Besitzerwechsel und die Pfarrgemeinde nutzte das Schloss bis 1974 zur Unterbringung des Dorfpfarrers als Pfarrhaus. 1855 wurde der letzte Turm von einst dreien abgebrochen und ein Treppenhaus im Inneren eingebaut. Nach dem Weggang des Pfarrers 1974 war das Gebäude bis 2002 an Privatpersonen vermietet. Seit 2002 stand das historische Gebäude leer, 2020 wurde es an eine Privatperson verkauft.

## Anlage
Den von den Gremlichen gerne als „Villa“ bezeichneten dreigeschossigen Bau zierten ehemals drei Türme, dessen letzter 1855 abgebrochen wurde. Nur über eine Zugbrücke konnte man in den Innenhof des früher von einem aus der Ablach gespeisten Wassergraben umgebenen Gebäudes gelangen.
Unmittelbar nach dem Kauf durch die Kirchengemeinde erfolgte in der Mitte des 19. Jahrhunderts eine erste Sanierung mit fragwürdigen Maßnahmen, so wurde der damals bereits baufällige Treppenturm abgebrochen und dafür das heutige Treppenhaus im Inneren eingebaut. Von den ehemals zwei Kutscheneinfahrten wurde eine zugemauert, die andere stand später als Garage zur Verfügung. Die damaligen Stuckdecken wurden abgenommen und die Wassergräben zugeschüttet.
Die letzte größere Baumaßnahme an dem Gebäude wurde 1964/65 vorgenommen, als unter dem damaligen Pfarrer die Heizungsanlage sowie ein kleiner Begegnungssaal und eine Garage eingebaut wurden. Bei diesen Sanierungsmaßnahmen blieb zwar die barocke Dachkonstruktion erhalten, jedoch wurde wenig denkmalgerecht ein Firstbalken eingebaut, der nicht zur ursprünglichen Konstruktion gehört hatte. Vom Schlosscharakter blieben im ersten und zweiten Geschoss nur noch die großzügige Raumhöhe und Raumeinteilung sowie der mächtige Gewölbekeller zurück. Im dritten Stockwerk, welches in den nur zur Hälfte saniert wurde, vermittelt der zweigeschossige Speicher mit dessen Holzkonstruktion die architektonische Wucht des einstigen Repräsentationsbauwerks.
Der Schlossplatz misst ungefähr 70 × 70 Meter.